# NGC 1249
NGC 1249 est une galaxie spirale barrée située dans la constellation de l'Horloge. Elle a été découverte par l'astronome britannique John Herschel en 1834.

## Caractéristiques
Sa vitesse par rapport au fond diffus cosmologique est de 998 ± 5 km/s, ce qui correspond à une distance de Hubble de 14,7 ± 1,0 Mpc (∼47,9 millions d'al).
À ce jour, 23 mesures non basées sur le décalage vers le rouge (redshift) donnent une distance de 15,496 ± 2,605 Mpc (∼50,5 millions d'al), ce qui est à l'intérieur des valeurs de la distance de Hubble.
La classe de luminosité de NGC 1249 est III-IV et elle présente une large raie HI. C'est aussi une galaxie faiblement brillante en rayon X.
En raison d'une brillance de surface égale à 14,48 mag/am2, on peut qualifier NGC 1247 de galaxie à faible brillance de surface (LSB en anglais pour low surface brightness). Les galaxies LSB sont des galaxies diffuses (D) avec une brillance de surface inférieure de moins d'une magnitude à celle du ciel nocturne ambiant.

## Groupe d'IC 1954
NGC 1249 fait partie du groupe de IC 1954 qui comprend au moins six galaxies brillantes dans le domaine des rayons X. Les autres galaxies du groupe sont NGC 1311, IC 1933, IC 1954, ESO 200-G045, et IC 1959.